# Gmina Płasnica
Gmina Płasnica (mac. Општина Пласница) – gmina wiejska w środkowej Macedonii Północnej.
Graniczy z gminami: Kiczewo od zachodu, Kruszewo od południowego wschodu i Makedonski Brod od północnego wschodu.
Skład etniczny
- 97,82% – Turcy
- 0,75% – Macedończycy
- 1,43% – pozostali

W skład gminy wchodzą:
- 4 wsie: Dworci, Lisiczani, Płasnica, Pregłowo.